# Коршунов, Борис Андреевич
Борис Андреевич Коршунов (1885—1961) — русский советский архитектор, градостроитель и педагог.

## Биография
Родился 4 (16) ноября 1885 года в Санкт-Петербурге. В 1910 году окончил высшее техническое училище в Карслруэ, а в 1913 году — Московское училище живописи, ваяния и зодчества.
В 1912 г. получил первую премию в конкурсе проектов на особняк Каменских в Нижнем Новгороде (проект осуществлен).
В 1915 г. в Москве построил дом Могилевича на Погодинской ул., 12 и особняк на 1-й Тверской-Ямской ул., 30.
После революции работал в Первой архитектурной мастерской. В 1918—1923 годах работал в бригаде Щусева над проектом «Новой Москвы».
В 1924—1925 гг. совместно с М. М. Чураковым выполнил проект фабрики-кухни в Иваново-Вознесенске.
В 1926—1927 гг. проектирует планировку города Котельнича.
В 1926—1929 гг. руководил схемой планировки «Большого Новосибирска».
В 1928—1930 гг. разрабатывал генеральный план г. Вятки. В Вятке построил здание почтамта (ул. Древлевского, 43), общежитие и пять домов для рабочих подошвенно-полувального завода.
Профессор МВТУ. Профессор Московского архитектурного института.
Умер 21 июня 1961 года в Москве. Похоронен на Ваганьковском кладбище (1 уч.).

## Проекты и постройки
- Особняк Каменской в Нижнем Новгороде, (1913—1914);
- Дом и частная лечебница Ф. А. Савей-Могилевича в Москве на Погодинской улице, 1915;
- Особняк в Москве на ул. Первой Тверской-Ямской, 1915;
- Печатник (жилой комбинат) в Новосибирске, (1929—1930).
- Здание Башпотребсоюза или «Дом кооперации» на стыке улицы Октябрьской революции с улицей Ленина в Уфе (1933—1935)